# Astropectinides ctenophora
Astropectinides ctenophora är en sjöstjärneart som först beskrevs av Fisher 1906.  Astropectinides ctenophora ingår i släktet Astropectinides och familjen kamsjöstjärnor. Inga underarter finns listade i Catalogue of Life.